# Venezia Football Club 2021-2022
Questa voce raccoglie le informazioni riguardanti il Venezia Football Club nelle competizioni ufficiali della stagione 2021-2022.

## Stagione
In questa stagione il Venezia fa ritorno nella massima serie dopo 19 anni di assenza. Sulla panchina viene confermato il giovane allenatore Zanetti, artefice della promozione. In vista del nuovo campionato, la squadra vede diversi volti nuovi in rosa, soprattutto stranieri pescati in diversi campionati europei e qualche giovane di buone speranze dal campionato americano di MLS; tra gli acquisti si segnalano Mattia Caldara (voglioso di rifarsi dopo qualche annata sfortunata tra Milan e Atalanta causa infortuni), Thomas Henry (vice capocannoniere del campionato belga della passata stagione), David Okereke (ex Spezia) e Gianluca Busio (giovane americano con passaporto italiano già nel giro della propria nazionale).
Dopo aver disputato una serie di buone amichevoli in terra olandese, il Venezia si appresta a disputare la prima gara ufficiale della stagione, vale a dire l'esordio in Coppa Italia contro il Frosinone. La partita si rivela più dura del previsto, con i ciociari che vengono eliminati solo ai rigori. Dopo una vittoria contro il Ternana ai sedicesimi, la corsa dei veneziani in coppa si arresterà con la sconfitta di gennaio ad opera dell'Atalanta. Il debutto in campionato avviene il 22 agosto sul campo del San Paolo contro il Napoli, dove il Venezia esce sconfitto per 2-0. La prima vittoria in A per mister Zanetti arriva alla terza giornata ad Empoli, mettendo così a referto i primi punti nella massima serie. Seguiranno dei risultati altalenanti per tutto il girone di andata, con delle vittorie contro squadre più attrezzate (Roma, Bologna e Fiorentina) e sconfitte contro dirette concorrenti (Spezia e Salernitana) rimanendo comunque in linea con le aspettative. Dal mercato di riparazione di gennaio arrivano Nani, N'same, Ullmann, Cuisance e Mateju, ma il loro apporto non si rivelerà positivo per le sorti della squadra.
Il girone di ritorno vede invece un Venezia molto più in difficoltà, con punti raccolti solo contro Empoli, Torino e Genoa, facendosi recuperare terreno dalle inseguitrici (Salernitana e Cagliari). Comincia un periodo nerissimo per gli arancioneroverdi, che dopo la vittoria di Torino contro i granata inanellano 8 sconfitte consecutive, che costano la panchina a Zanetti. Al suo posto viene chiamato l'allenatore della primavera Andrea Soncin, ma neanche questo cambio sembra spezzare l'inerzia, con altre due sconfitte che portano a 10 quelle consecutive. La squadra sembra ormai rassegnata alla retrocessione a tre gare del termine, ma con orgoglio torna a vincere contro il Bologna in un rocambolesco 4-3 al Penzo tenendo vive le poche speranze di salvezza. La retrocessione arriva però matematicamente la giornata successiva, causa vittoria della Salernitana. Il Venezia onorerà il campionato con due pareggi, uno all'Olimpico contro la Roma (1-1) e all'ultima giornata in casa contro il Cagliari (0-0), condannando proprio i rossoblù alla Serie B. A fine stagione, per divergenze con la società, Paolo Poggi si dimette dalla carica di responsabile dell'area tecnica e al DS Collauto non viene rinnovato il contratto.

## Divise e sponsor
Il fornitore tecnico Kappa, subentrato nell'estate 2020 a Nike, propone un set di quattro divise. Il completo interno è perlopiù nero, con le tinte arancione e verde relegate al colletto, al bordomanica, alle finiture dei calzettoni e a una sorta di "bandierina" applicata centralmente sul petto. Sul torso un motivo a stelline auree (ispirate alle decorazioni della facciata della basilica di San Marco) disegna una lettera V. Parimenti aurei sono le personalizzazioni e i loghi dello sponsor tecnico, che si ripetono in sequenza sulle maniche e sui lati dei calzoncini. La divisa esterna è a base bianca: la maglia è decorata sul torso da un motivo a triangolini (ispirato ai pavimenti a mosaico in stile veneziano) "chiuso" sul petto da una fascia trasversale, il tutto colorato in arancio-nero-verde con soluzione a gradiente. Le tinte arancione e verde sono presenti anche sulle maniche Raglan, ove sfumano in bianco verso il bordo. Le personalizzazioni e i loghi dello sponsor tecnico sono neri. Calzoncini e calzettoni sono parimenti bianchi, questi ultimi con l'aggiunta di strisce arancio-verdi. La terza divisa è perlopiù azzurra, in omaggio al colore del mare: il petto della maglia è solcato da bande diagonali nei colori sociali, sfumate alle estremità, le maniche Raglan sono nere con un motivo a triangolini tono su tono; calzoncini e calzettoni sono neri, del tutto analoghi a quelli interni. Le personalizzazioni sono nere e oro. La quarta divisa è scarlatta con maniche Raglan nere, finiture e personalizzazioni in nero e oro. Per la prima parte del campionato non è stato presente uno sponsor di maglia: sul torso campeggiava la scritta VENEZIA a caratteri aurei. Essa peraltro, essendo considerata alla stregua di un logo ai sensi delle normative della Serie A, precludeva l'applicazione sulle divise del vero stemma societario, che pure inizialmente era prevista. A decorrere dalla 21ª giornata, la sostituzione del toponimo con il main sponsor Green Project Agency (gli altri marchi sono Salumificio Bechèr, apposto sulla manica, e DR Automobiles, sul basso dorso) ha permesso la riadozione dello stemma sul petto.
| Casa | Trasferta | Terza divisa | Quarta divisa |

## Organigramma societario
Di seguito l'organigramma societario.
Area direttiva
- Presidente: Duncan Niederauer
- Executive Manager Gianluca Santaniello
- Direttore sportivo: Mattia Collauto
- Responsabile area tecnica: Paolo Poggi

Area tecnica
- Allenatore: Andrea Soncin
- Vice Allenatore: Alessandro Turone
- Collaboratore tecnico: Maurizio Peccarisi
- Preparatore Portieri: Massimo Lotti
- Preparatore atletico: Francesco Cavedon

## Rosa
Rosa e numerazione aggiornata al 31 gennaio 2022.
| N. |                        | Ruolo | Calciatore              |
| -- | ---------------------- | ----- | ----------------------- |
| 1  | Finlandia (bandiera)   | P     | Niki Mäenpää            |
| 3  | Italia (bandiera)      | D     | Cristian Molinaro       |
| 4  | Francia (bandiera)     | C     | Anthony Taugourdeau     |
| 5  | Italia (bandiera)      | C     | Antonio Vacca           |
| 6  | Italia (bandiera)      | C     | Jacopo Dezi             |
| 7  | Italia (bandiera)      | D     | Pasquale Mazzocchi      |
| 8  | Stati Uniti (bandiera) | C     | Tanner Tessmann         |
| 9  | Italia (bandiera)      | A     | Francesco Forte         |
| 10 | Italia (bandiera)      | A     | Mattia Aramu            |
| 11 | Islanda (bandiera)     | C     | Arnór Sigurðsson        |
| 12 | Italia (bandiera)      | P     | Luca Lezzerini          |
| 13 | Italia (bandiera)      | D     | Marco Modolo (capitano) |
| 14 | Francia (bandiera)     | A     | Thomas Henry            |
| 16 | Italia (bandiera)      | C     | Luca Fiordilino         |
| 17 | Norvegia (bandiera)    | A     | Dennis Johnsen          |
| 18 | Belgio (bandiera)      | C     | Daan Heymans            |
| 18 | Camerun (bandiera)     | A     | Jean-Pierre Nsame       |
| 19 | Islanda (bandiera)     | C     | Bjarki Steinn Bjarkason |
| 19 | Austria (bandiera)     | D     | Maximilian Ullmann      |
| 20 | Italia (bandiera)      | A     | Francesco Di Mariano    |
| 20 | Portogallo (bandiera)  | C     | Nani                    |
| 21 | Francia (bandiera)     | C     | Mickaël Cuisance        |
| 22 | Nigeria (bandiera)     | D     | Tyronne Ebuehi          |
| 23 | Marocco (bandiera)     | C     | Sofian Kiyine           |
| 24 | Italia (bandiera)      | A     | Riccardo Bocalon        |
| 25 | Italia (bandiera)      | A     | Nicolas Galazzi         |
| 25 | Stati Uniti (bandiera) | C     | Patrick Leal            |
| 26 | Italia (bandiera)      | P     | Riccardo Pigozzo        |
| 26 | Islanda (bandiera)     | A     | Hilmir Rafn Mikaelsson  |

| N. |                                 | Ruolo | Calciatore            |
| -- | ------------------------------- | ----- | --------------------- |
| 27 | Stati Uniti (bandiera)          | C     | Gianluca Busio        |
| 28 | Austria (bandiera)              | D     | David Schnegg         |
| 30 | Austria (bandiera)              | D     | Michael Svoboda       |
| 31 | Italia (bandiera)               | D     | Mattia Caldara        |
| 32 | Italia (bandiera)               | D     | Pietro Ceccaroni      |
| 33 | Slovenia (bandiera)             | C     | Domen Črnigoj         |
| 34 | Brasile (bandiera)              | P     | Bruno Bertinato       |
| 37 | Italia (bandiera)               | D     | Mario De Marino       |
| 37 | Rep. Ceca (bandiera)            | D     | Aleš Matějů           |
| 38 | Bosnia ed Erzegovina (bandiera) | A     | Mirza Hasanbegović    |
| 38 | Stati Uniti (bandiera)          | C     | Jack de Vries         |
| 39 | Italia (bandiera)               | A     | Gianmarco Zigoni      |
| 40 | Francia (bandiera)              | D     | Morré Makadji         |
| 41 | Moldavia (bandiera)             | P     | Roman Lazar           |
| 42 | Israele (bandiera)              | C     | Dor Peretz            |
| 43 | Finlandia (bandiera)            | C     | Lauri Ala-Myllymäki   |
| 44 | Galles (bandiera)               | D     | Ethan Ampadu          |
| 46 | Francia (bandiera)              | D     | Melvin Rémy           |
| 50 | Svezia (bandiera)               | P     | Nils Arvidsson        |
| 55 | Islanda (bandiera)              | A     | Óttar Magnús Karlsson |
| 55 | Suriname (bandiera)             | D     | Ridgeciano Haps       |
| 56 | Italia (bandiera)               | D     | Filippo Mozzo         |
| 57 | Lussemburgo (bandiera)          | A     | Issa Bah              |
| 58 | Canada (bandiera)               | C     | Damiano Pecile        |
| 69 | Islanda (bandiera)              | D     | Jakob Franz Palsson   |
| 77 | Nigeria (bandiera)              | A     | David Okereke         |
| 88 | Argentina (bandiera)            | P     | Sergio Romero         |
| 91 | Italia (bandiera)               | P     | Filippo Neri          |

## Calciomercato

### Sessione estiva (dal 1º luglio al 31 agosto)
| Acquisti         | Acquisti          | Acquisti           | Acquisti                         |
| R.               | Nome              | da                 | Modalità                         |
| ---------------- | ----------------- | ------------------ | -------------------------------- |
| D                | Mattia Caldara    | Milan              | prestito con diritto di riscatto |
| D                | Tyronne Ebuehi    | Benfica            | prestito                         |
| D                | David Schnegg     | Lask               | definitivo                       |
| C                | Gianluca Busio    | Sporting K.C.      | definitivo                       |
| C                | Daan Heymans      | Waasland           | definitivo                       |
| C                | Dor Peretz        | Macc. Tel Aviv     | definitivo                       |
| C                | Arnór Sigurdsson  | Cska Mosca         | prestito                         |
| C                | Tanner Tessmann   | Fc Dallas          | definitivo                       |
| A                | Thomas Henry      | Lovanio            | definitivo                       |
| A                | David Okereke     | Club Bruges        | prestito                         |
| D                | Ethan Ampadu      | Chelsea            | prestito                         |
| D                | Ridgeciano Haps   | Feyenoord          | definitivo                       |
| C                | Sofian Kiyine     | Lazio              | prestito                         |
| Altre operazioni |                   |                    |                                  |
| R.               | Nome              | da                 | Modalità                         |
| P                | Nils Arvidsson    | Helsingborgs IF    | prestito con diritto di riscatto |
| P                | Filippo Neri      | Livorno            | gratuito                         |
| C                | Kristófer Jónsson | Valur Reykjavik    | prestito                         |
| C                | Damiano Pecile    | Vancouver          | prestito                         |
| C                | Gabriel Sandberg  | Nyköpings BIS      | definitivo                       |
| A                | Jonathan Jorge    | Hammarby IF        | prestito con diritto di riscatto |
| A                | Nicolas Galazzi   | Piacenza           | definitivo                       |
| C                | Nicolò Simeoni    | Grosseto           | fine prestito                    |
| A                | Giammarco Zigoni  | Novara             | fine prestito                    |
| P                | Bruno Bertinato   | Vis Pesaro         | fine prestito                    |
| A                | Alexandre Pimenta | Pedras Rubras      | fine prestito                    |
| D                | Emanuele Cigagna  | Paganese           | fine prestito                    |
| D                | Mario De Marino   | Bisceglie          | fine prestito                    |
| A                | Yuri Senesi       | Cavese             | fine prestito                    |
| C                | Filippo Serena    | Gubbio             | fine prestito                    |
| C                | Jack de Vries     | Philadelphia Union | prestito                         |

| Cessioni         | Cessioni               | Cessioni       | Cessioni       |
| R.               | Nome                   | a              | Modalità       |
| ---------------- | ---------------------- | -------------- | -------------- |
| P                | Alberto Pomini         | svincolato     | rescissione    |
| D                | Michele Cremonesi      | svincolato     | fine contratto |
| D                | Gabriele Ferrarini     | Fiorentina     | fine prestito  |
| D                | Giacomo Ricci          | Parma          | fine prestito  |
| D                | Harvey St Clair        | Seregno        | prestito       |
| C                | Youssuf Maleh          | Fiorentina     | fine prestito  |
| A                | Francesco Di Mariano   | Lecce          | definitivo     |
| A                | Sebastiano Esposito    | Inter          | fine prestito  |
| A                | Óttar Magnús Karlsson  | Siena          | prestito       |
| D                | Gian Filippo Felicioli | Ascoli         | prestito       |
| C                | Anthony Taugourdeau    | Vicenza        | definitivo     |
| Altre operazioni |                        |                |                |
| R.               | Nome                   | a              | Modalità       |
| A                | Yuri Senesi            | svincolato     | fine contratto |
| C                | Filippo Serena         | Grosseto       | prestito       |
| D                | Antonio Marino         | Carrarese      | definitivo     |
| C                | Domenico Rossi         | Vis Pesaro     | prestito       |
| D                | Emanuele Cigagna       | svincolato     | rescissione    |
| D                | Mario De Marino        | Fidelis Andria | prestito       |
| A                | Alexandre Pimenta      | Leixões        | definitivo     |
| A                | Nicolas Galazzi        | Triestina      | prestito       |
| A                | Mirza Hasanbegovic     | ND Gorica      | prestito       |
| P                | Riccardo Pigozzo       | Seregno        | prestito       |

### Operazioni esterne alle sessioni
| Acquisti | Acquisti      | Acquisti | Acquisti   |
| R.       | Nome          | da       | Modalità   |
| -------- | ------------- | -------- | ---------- |
| P        | Sergio Romero |          | svincolato |
| D        | Aleš Matějů   |          | svincolato |

### Sessione invernale(dal 3 gennaio al 31 gennaio)
| Acquisti         | Acquisti              | Acquisti      | Acquisti         |
| R.               | Nome                  | da            | Modalità         |
| ---------------- | --------------------- | ------------- | ---------------- |
| D                | Maximilian Ullmann    | Rapid Vienna  | definitivo       |
| C                | Mickaël Cuisance      | Bayern Monaco | definitivo       |
| A                | Nani                  | Orlando City  | svincolato       |
| A                | Jean-Pierre Nsame     | Young Boys    | prestito         |
| A                | Óttar Magnús Karlsson | Siena         | ritorno prestito |
| C                | Harvey St Clair       | Seregno       | ritorno prestito |
| Altre operazioni |                       |               |                  |
| R.               | Nome                  | da            | Modalità         |
| C                | Filippo Serena        | Grosseto      | ritorno prestito |
| A                | Mikael Törset Johnsen | svincolato    | definitivo       |
| P                | Riccardo Pigozzo      | Seregno       | prestito         |
| A                | Mirza Hasanbegovic    | ND Gorica     | ritorno prestito |

| Cessioni         | Cessioni                | Cessioni      | Cessioni      |
| R.               | Nome                    | a             | Modalità      |
| ---------------- | ----------------------- | ------------- | ------------- |
| D                | David Schnegg           | Crotone       | prestito      |
| D                | Pasquale Mazzocchi      | Salernitana   | prestito      |
| C                | Bjarki Steinn Bjarkason | Catanzaro     | prestito      |
| C                | Daan Heymans            | Charleroi     | prestito      |
| A                | Francesco Forte         | Benevento     | prestito      |
| A                | Óttar Magnús Karlsson   | Oakland Roots | prestito      |
| C                | Jacopo Dezi             | Padova        | definitivo    |
| C                | Lauri Ala-Myllymäki     | Triestina     | prestito      |
| C                | Harvey St Clair         | Triestina     | prestito      |
| A                | Riccardo Bocalon        | Trento        | definitivo    |
| A                | Gianmarco Zigoni        | Virtus Verona | definitivo    |
| Altre operazioni |                         |               |               |
| R.               | Nome                    | a             | Modalità      |
| P                | Nils Arvidsson          | Helsingborg   | fine prestito |
| C                | Filippo Serena          | Pontedera     | prestito      |
| A                | Mikael Törset Johnsen   | Oakland Roots | prestito      |
| P                | Riccardo Pigozzo        | Trento        | prestito      |
| A                | Mirza Hasanbegovic      | GS Kallithea  | prestito      |

## Risultati

### Serie A

#### Girone di andata
| Arbitro: | Aureliano (Bologna) |

|                                 |           |  |
| L. Insigne 62’ (rig.) Elmas 72’ | Marcatori |  |

| Arbitro: | Marinelli (Tivoli) |

|                                        |           |  |
| Pussetto 29’ Deulofeu 70’ Molina 90+3’ | Marcatori |  |

| Arbitro: | Rapuano (Rimini) |

|                    |           |                       |
| Bajrami 89’ (rig.) | Marcatori | 13’ Henry 68’ Okereke |

| Arbitro: | Abisso (Palermo) |

|               |           |                               |
| Ceccaroni 59’ | Marcatori | 13’ S. Bastoni 90+4’ Bourabia |

| Arbitro: | Pezzuto (Lecce) |

|                        |           |  |
| Díaz 68’ Hernández 82’ | Marcatori |  |

| Arbitro: | Maggioni (Lecco) |

|                  |           |             |
| Aramu 78’ (rig.) | Marcatori | 56’ Brekalo |

| Arbitro: | Volpi (Arezzo) |

|           |           |             |
| Keita 19’ | Marcatori | 90+2’ Busio |

| Arbitro: | Massimi (Termoli) |

|           |           |  |
| Aramu 36’ | Marcatori |  |

| Arbitro: | Di Martino (Teramo) |

|                                           |           |             |
| Berardi 37’ Henry 50’ (aut.) Frattesi 66’ | Marcatori | 32’ Okereke |

| Arbitro: | Di Bello (Brindisi) |

|           |           |                               |
| Aramu 14’ | Marcatori | 61’ Bonazzoli 90+5’ Schiavone |

| Genova 31 ottobre 2021, ore 15:00 CET 11ª giornata | Genoa             | 0 – 0 referto | Venezia | Luigi Ferraris (7 920 spett.)\| Arbitro: \| Mariani (Aprilia) \| |
| Arbitro:                                           | Mariani (Aprilia) |               |         |                                                                  |

| Arbitro: | Aureliano (Bologna) |

|                                         |           |                              |
| Caldara 3’ Aramu 65’ (rig.) Okereke 74’ | Marcatori | 43’ Shomurodov 45+2’ Abraham |

| Arbitro: | Chiffi (Padova) |

|  |           |             |
|  | Marcatori | 61’ Okereke |

| Arbitro: | Marinelli (Tivoli) |

|  |           |                                      |
|  | Marcatori | 34’ Çalhanoğlu 90+6’ (rig.) Martínez |

| Arbitro: | Santoro (Messina) |

|                                      |           |  |
| Pašalić 7’, 12’, 67’ Koopmeiners 57’ | Marcatori |  |

| Arbitro: | Prontera (Bologna) |

|                                     |           |                                                      |
| Ceccaroni 12’ Črnigoj 19’ Henry 27’ | Marcatori | 52’ (aut.) Henry 65’ (rig.) Caprari 67’, 85’ Simeone |

| Arbitro: | Valeri (Roma) |

|           |           |            |
| Aramu 55’ | Marcatori | 32’ Morata |

| Arbitro: | Abisso (Palermo) |

|               |           |           |
| Gabbiadini 1’ | Marcatori | 87’ Henry |

| Arbitro: | Maresca (Napoli) |

|           |           |                                        |
| Forte 30’ | Marcatori | 3’ Pedro 48’ Acerbi 90+5’ Luis Alberto |

#### Girone di ritorno
| Arbitro: | Mariani (Aprilia) |

|                               |           |           |
| Bonazzoli 7’ (rig.) Verdi 67’ | Marcatori | 58’ Henry |

| Arbitro: | Irrati (Pistoia) |

|  |           |                                          |
|  | Marcatori | 2’ Ibrahimović 48’, 59’ (rig.) Hernández |

| Arbitro: | Giacomelli (Trieste) |

|             |           |               |
| Okereke 73’ | Marcatori | 26’ Żurkowski |

| Arbitro: | Marchetti (Ostia Lido) |

|                       |           |           |
| Barella 40’ Džeko 90’ | Marcatori | 19’ Henry |

| Arbitro: | Mariani (Aprilia) |

|  |           |                            |
|  | Marcatori | 59’ Osimhen 90+10’ Petagna |

| Arbitro: | Giua (Olbia) |

|            |           |                      |
| Brekalo 5’ | Marcatori | 38’ Haps 46’ Črnigoj |

| Arbitro: | Orsato (Schio) |

|           |           |            |
| Henry 13’ | Marcatori | 29’ Ekuban |

| Arbitro: | Sacchi (Macerata) |

|                       |           |             |
| Simeone 54’, 63’, 88’ | Marcatori | 81’ Okereke |

| Arbitro: | Pairetto (Nichelino) |

|           |           |                                                                 |
| Henry 34’ | Marcatori | 2’ Raspadori 17’ (rig.), 71’ (rig.) Berardi 29’ (rig.) Scamacca |

| Arbitro: | Manganiello (Pinerolo) |

|                     |           |  |
| Immobile 58’ (rig.) | Marcatori |  |

| Arbitro: | Orsato (Schio) |

|  |           |                 |
|  | Marcatori | 24’, 38’ Caputo |

| Arbitro: | Doveri (Roma) |

|             |           |  |
| Gyasi 90+4’ | Marcatori |  |

| Arbitro: | Guida (Torre Annunziata) |

|           |           |                                 |
| Henry 86’ | Marcatori | 35’ (rig.) Deulofeu 90+4’ Becão |

| Arbitro: | Abisso (Palermo) |

|              |           |  |
| Torreira 30’ | Marcatori |  |

| Arbitro: | Fourneau (Roma) |

|             |           |                                   |
| Črnigoj 80’ | Marcatori | 44’ Pašalić 47’ Zapata 63’ Muriel |

| Arbitro: | Prontera (Bologna) |

|                 |           |           |
| Bonucci 7’, 76’ | Marcatori | 71’ Aramu |

| Arbitro: | Marinelli (Tivoli) |

|                                                    |           |                                            |
| Henry 9’ Kiyine 14’ Aramu 78’ (rig.) Johnsen 90+3’ | Marcatori | 45+2’ Orsolini 55’ Arnautović 68’ Schouten |

| Arbitro: | Sozza (Seregno) |

|                |           |            |
| Shomurodov 76’ | Marcatori | 1’ Okereke |

| Venezia 22 maggio 2022, ore 21:00 CEST 38ª giornata | Venezia          | 0 – 0 referto | Cagliari | Stadio Pier Luigi Penzo (5 654 spett.)\| Arbitro: \| Maresca (Napoli) \| |
| Arbitro:                                            | Maresca (Napoli) |               |          |                                                                          |

### Coppa Italia

#### Turni preliminari
| Arbitro: | Prontera (Bologna) |

|                                                                              |                      |                                                                        |
| Di Mariano 101’ (rig.)                                                       | Marcatori            | 93’ Gori                                                               |
| Sigurðsson Heymans Di Mariano Tessman Vacca Ceccaroni Johnsen Caldara Ebuehi | Tiri di rigore 8 – 7 | Ciano Maiello Zampano Iemmello Vitale Brighenti Szymiński Zerbin Gatti |

| Arbitro: | Minelli (Varese) |

|                                   |           |               |
| Heymans 49’ Črnigoj 66’ Forte 81’ | Marcatori | 53’ Pettinari |

| Arbitro: | Pezzuto (Lecce) |

|                       |           |  |
| Muriel 12’ Maehle 88’ | Marcatori |  |

## Statistiche

### Statistiche di squadra
| Competizione | Punti | In casa | In casa | In casa | In casa | In casa | In casa | In trasferta | In trasferta | In trasferta | In trasferta | In trasferta | In trasferta | Totale | Totale | Totale | Totale | Totale | Totale | DR  |
| Competizione | Punti | G       | V       | N       | P       | Gf      | Gs      | G            | V            | N            | P            | Gf           | Gs           | G      | V      | N      | P      | Gf     | Gs     | DR  |
| ------------ | ----- | ------- | ------- | ------- | ------- | ------- | ------- | ------------ | ------------ | ------------ | ------------ | ------------ | ------------ | ------ | ------ | ------ | ------ | ------ | ------ | --- |
| Serie A      | 27    | 19      | 3       | 5       | 11      | 21      | 38      | 19           | 3            | 3            | 13           | 14           | 31           | 38     | 6      | 8      | 24     | 34     | 69     | -35 |
| Coppa Italia | -     | 2       | 1       | 1       | 0       | 4       | 2       | 1            | 0            | 0            | 1            | 0            | 2            | 3      | 1      | 1      | 1      | 4      | 4      | 0   |
| Totale       | -     | 21      | 4       | 6       | 11      | 25      | 40      | 20           | 3            | 3            | 14           | 14           | 33           | 41     | 7      | 9      | 25     | 38     | 73     | -35 |

### Andamento in campionato
| Giornata  | 1  | 2  | 3  | 4  | 5  | 6  | 7  | 8  | 9  | 10 | 11 | 12 | 13 | 14 | 15 | 16 | 17 | 18 | 19 | 20 | 21 | 22 | 23 | 24 | 25 | 26 | 27 | 28 | 29 | 30 | 31 | 32 | 33 | 34 | 35 | 36 | 37 | 38 |
| --------- | -- | -- | -- | -- | -- | -- | -- | -- | -- | -- | -- | -- | -- | -- | -- | -- | -- | -- | -- | -- | -- | -- | -- | -- | -- | -- | -- | -- | -- | -- | -- | -- | -- | -- | -- | -- | -- | -- |
| Luogo     | T  | T  | T  | C  | T  | C  | T  | C  | T  | C  | T  | C  | T  | C  | T  | C  | C  | T  | C  | T  | C  | C  | T  | C  | T  | C  | T  | C  | T  | C  | T  | C  | T  | C  | T  | C  | T  | C  |
| Risultato | P  | P  | V  | P  | P  | N  | N  | V  | P  | P  | N  | V  | V  | P  | P  | P  | N  | N  | P  | P  | P  | N  | P  | P  | V  | N  | P  | P  | P  | P  | P  | P  | P  | P  | P  | V  | N  | N  |
| Posizione | 13 | 16 | 11 | 14 | 18 | 17 | 16 | 12 | 16 | 16 | 15 | 15 | 13 | 14 | 15 | 15 | 16 | 16 | 16 | 16 | 17 | 17 | 17 | 18 | 17 | 17 | 18 | 18 | 18 | 18 | 18 | 18 | 18 | 20 | 20 | 20 | 20 | 20 |

Fonte:  Serie A – Classifica, su legaseriea.it.
Legenda:

Luogo: C = Casa; T = Trasferta. Risultato: R = Rinviata; V = Vittoria; N = Pareggio; P = Sconfitta.

### Statistiche dei giocatori
| Giocatore       | Serie A  | Serie A | Serie A     | Serie A    | Coppa Italia | Coppa Italia | Coppa Italia | Coppa Italia | Totale   | Totale | Totale      | Totale     |
| Giocatore       | Presenze | Reti    | Ammonizioni | Espulsioni | Presenze     | Reti         | Ammonizioni  | Espulsioni   | Presenze | Reti   | Ammonizioni | Espulsioni |
| --------------- | -------- | ------- | ----------- | ---------- | ------------ | ------------ | ------------ | ------------ | -------- | ------ | ----------- | ---------- |
| E. Ampadu       | 29       | 0       | 13          | 2          | 1            | 0            | 1            | 0            | 30       | 0      | 14          | 2          |
| M. Aramu        | 32       | 7       | 6           | 0          | 1            | 0            | 0            | 0            | 33       | 7      | 6           | 0          |
| N. Arvidsson    | 0        | 0       | 0           | 0          | 0            | 0            | 0            | 0            | 0        | 0      | 0           | 0          |
| I. Bah          | 1        | 0       | 0           | 0          | 0            | 0            | 0            | 0            | 1        | 0      | 0           | 0          |
| B.S. Bjarkason  | 1        | 0       | 0           | 0          | 1            | 0            | 0            | 0            | 2        | 0      | 0           | 0          |
| B.O. Bertinato  | 0        | 0       | 0           | 0          | 1            | -1           | 0            | 0            | 1        | -1     | 0           | 0          |
| R. Bocalon      | 0        | 0       | 0           | 0          | 0            | 0            | 0            | 0            | 0        | 0      | 0           | 0          |
| G. Busio        | 29       | 1       | 8           | 0          | 0            | 0            | 0            | 0            | 29       | 1      | 8           | 0          |
| M. Caldara      | 31       | 1       | 9           | 0          | 2            | 0            | 0            | 0            | 33       | 1      | 9           | 0          |
| P. Ceccaroni    | 35       | 2       | 7           | 1          | 1            | 0            | 0            | 0            | 36       | 2      | 7           | 1          |
| D. Črnigoj      | 34       | 3       | 3           | 0          | 3            | 1            | 1            | 0            | 37       | 4      | 4           | 0          |
| M. Cuisance     | 13       | 0       | 2           | 0          | 0            | 0            | 0            | 0            | 13       | 0      | 2           | 0          |
| M. De Marino    | 0        | 0       | 0           | 0          | 0            | 0            | 0            | 0            | 0        | 0      | 0           | 0          |
| J. De Vries     | 0        | 0       | 0           | 0          | 1            | 0            | 1            | 0            | 1        | 0      | 1           | 0          |
| J. Dezi         | 1        | 0       | 0           | 0          | 0            | 0            | 0            | 0            | 1        | 0      | 0           | 0          |
| F. Di Mariano   | 1        | 0       | 0           | 0          | 1            | 1            | 0            | 0            | 2        | 1      | 0           | 0          |
| T. Ebuehi       | 19       | 0       | 1           | 1          | 1            | 0            | 0            | 0            | 20       | 0      | 1           | 1          |
| G.F. Felicioli  | 0        | 0       | 0           | 0          | 0            | 0            | 0            | 0            | 0        | 0      | 0           | 0          |
| L. Fiordilino   | 15       | 0       | 2           | 0          | 3            | 0            | 2            | 0            | 18       | 0      | 4           | 0          |
| F. Forte        | 12       | 1       | 3           | 0          | 2            | 1            | 0            | 0            | 14       | 2      | 3           | 0          |
| N. Galazzi      | 1        | 0       | 0           | 0          | 0            | 0            | 0            | 0            | 1        | 0      | 0           | 0          |
| R. Haps         | 25       | 1       | 6           | 0          | 0            | 0            | 0            | 0            | 25       | 1      | 6           | 0          |
| T. Henry        | 33       | 9       | 6           | 1          | 1            | 0            | 0            | 0            | 34       | 9      | 6           | 1          |
| D. Heymans      | 7        | 0       | 4           | 0          | 3            | 1            | 0            | 0            | 10       | 1      | 4           | 0          |
| D. Johnsen      | 27       | 1       | 2           | 0          | 3            | 0            | 1            | 0            | 30       | 1      | 3           | 0          |
| Ó.M. Karlsson   | 0        | 0       | 0           | 0          | 0            | 0            | 0            | 0            | 0        | 0      | 0           | 0          |
| S. Kiyine       | 26       | 1       | 8           | 1          | 2            | 0            | 0            | 0            | 28       | 1      | 8           | 1          |
| P. Leal         | 1        | 0       | 0           | 0          | 0            | 0            | 0            | 0            | 1        | 0      | 0           | 0          |
| L. Lezzerini    | 6        | -9      | 2           | 0          | 2            | -3           | 0            | 0            | 8        | -12    | 2           | 0          |
| N. Mäenpää      | 17       | -27     | 1           | 0          | 0            | 0            | 0            | 0            | 17       | -27    | 1           | 0          |
| A. Matějů       | 9        | 0       | 3           | 0          | 0            | 0            | 0            | 0            | 9        | 0      | 3           | 0          |
| P. Mazzocchi    | 18       | 0       | 3           | 0          | 2            | 0            | 0            | 0            | 20       | 0      | 3           | 0          |
| H.F. Mikaelsson | 1        | 0       | 0           | 0          | 0            | 0            | 0            | 0            | 1        | 0      | 0           | 0          |
| M. Modolo       | 6        | 0       | 2           | 0          | 1            | 0            | 0            | 0            | 7        | 0      | 2           | 0          |
| C. Molinaro     | 8        | 0       | 0           | 0          | 1            | 0            | 0            | 0            | 9        | 0      | 0           | 0          |
| Nani            | 10       | 0       | 1           | 0          | 0            | 0            | 0            | 0            | 10       | 0      | 1           | 0          |
| J.P. Nsame      | 11       | 0       | 0           | 0          | 0            | 0            | 0            | 0            | 11       | 0      | 0           | 0          |
| D. Okereke      | 32       | 7       | 5           | 1          | 1            | 0            | 0            | 0            | 33       | 7      | 5           | 1          |
| M. Peixoto      | 0        | 0       | 0           | 0          | 0            | 0            | 0            | 0            | 0        | 0      | 0           | 0          |
| D. Peretz       | 18       | 0       | 2           | 0          | 3            | 0            | 0            | 0            | 21       | 0      | 2           | 0          |
| R. Pigozzo      | 0        | 0       | 0           | 0          | 0            | 0            | 0            | 0            | 0        | 0      | 0           | 0          |
| A. Pimenta      | 0        | 0       | 0           | 0          | 0            | 0            | 0            | 0            | 0        | 0      | 0           | 0          |
| S. Romero       | 16       | -33     | 2           | 0          | 0            | 0            | 0            | 0            | 16       | -33    | 2           | 0          |
| D. Schnegg      | 4        | 0       | 1           | 0          | 3            | 0            | 2            | 0            | 7        | 0      | 3           | 0          |
| Y. Senesi       | 0        | 0       | 0           | 0          | 0            | 0            | 0            | 0            | 0        | 0      | 0           | 0          |
| A. Sigurðsson   | 9        | 0       | 0           | 0          | 2            | 0            | 1            | 0            | 11       | 0      | 1           | 0          |
| M. Svoboda      | 18       | 0       | 2           | 1          | 3            | 0            | 0            | 0            | 21       | 0      | 2           | 1          |
| A. Taugourdeau  | 0        | 0       | 0           | 0          | 0            | 0            | 0            | 0            | 0        | 0      | 0           | 0          |
| T. Tessmann     | 20       | 0       | 1           | 1          | 3            | 0            | 0            | 0            | 23       | 0      | 1           | 1          |
| M. Ullmann      | 5        | 0       | 0           | 0          | 0            | 0            | 0            | 0            | 5        | 0      | 0           | 0          |